# Notosaria reinga
Notosaria reinga is een soort in de taxonomische indeling van de armpotigen (Brachiopoda). 
Het dier behoort tot het geslacht Notosaria en behoort tot de familie Notosariidae. De wetenschappelijke naam van de soort werd voor het eerst geldig gepubliceerd in 1979 voor het eerst wetenschappelijk door Lee & Wilson.